# アルボル・トロス

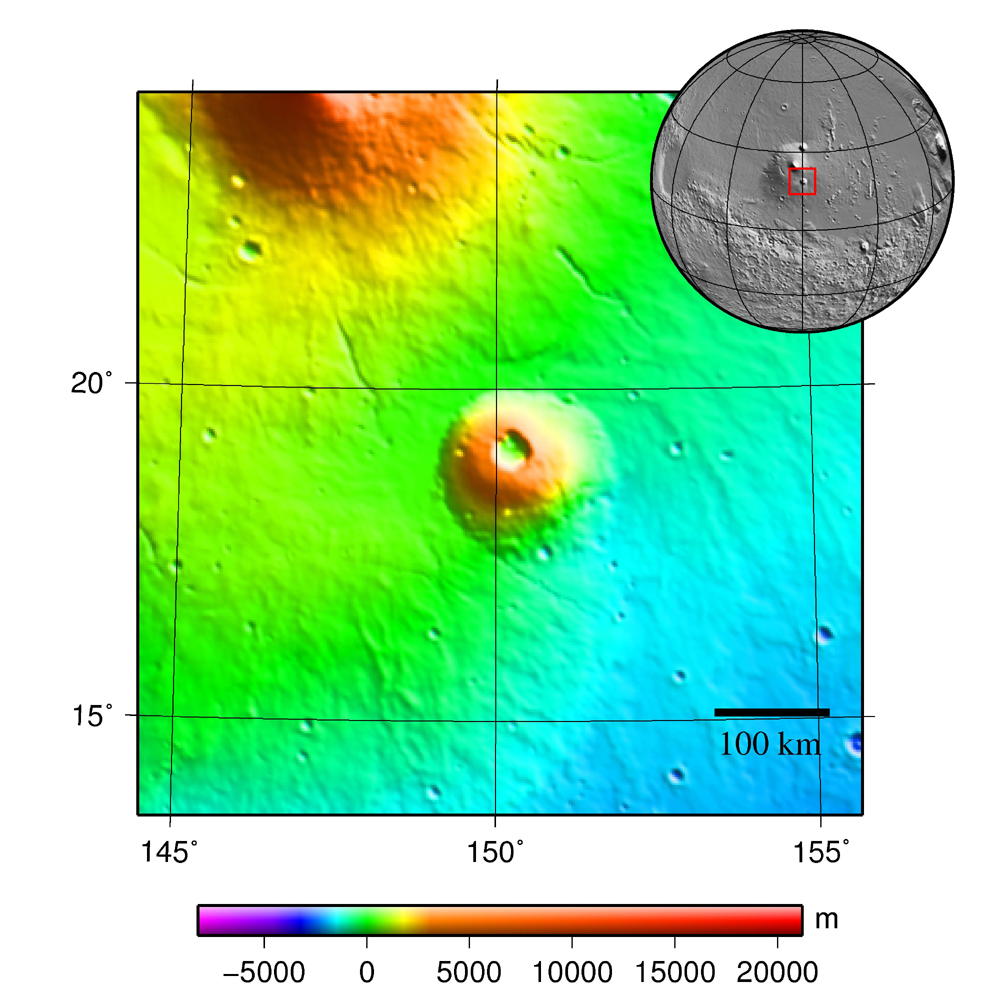
アルボル・トロスとその周辺の地形

アルボル・トロス (Albor Tholus) は火星のエリシウム平原にある火山の一つ。エリシウム山とヘカテス・トロスの南にある。
高さ4.5km直径160km。カルデラの直径は30kmで3kmの深さがある。地上性の火山と比べると異常に深いカルデラである。火星探査機マーズ・エクスプレスからのデータによりエリシウム平原の火山は長い期間活動していた事が発覚した。

## 参考資料
1. ↑  http://www.geoinf.fu-berlin.de/projekte/mars/hrsc011-AlborTholus.php